# Gateway to Apshai
Gateway to Apshai ist ein Computerspiel für die Heimcomputer Commodore 64, Colecovision und Atari 400/800, das von der Firma The Connely Group im Jahre 1983 entwickelt wurde und von der Firma Epyx vertrieben wurde. Geschrieben wurde das Programm von Michael Farren.
Gateway to Apshai ist das Prequel zu Temple of Apshai. 

## Handlung
In Gateway to Apshai versucht der Spieler mit der bewaffneten Spielfigur durch eine unendliche Welt von Höhlen zu gehen, die sowohl mit Monstern als auch Schätzen gefüllt ist. Das Spiel bietet dafür unterschiedliche Level, die ständig schwerer werden, sich ab Level acht aber wiederholen. Das Spiel endet, wenn der Spieler die Zahl seiner Leben verbraucht hat.